# My s vami gde-to vstrečalis'
My s vami gde-to vstrečalis' (Мы с вами где-то встречались) è un film del 1954 diretto da Nikolaj Vladimirovič Dostal' e Andrej Tutyškin.